# Brignemont
Brignemont település Franciaországban, Haute-Garonne megyében. Lakosainak száma 367 fő (2022. január 1.). Brignemont Le Causé, Maubec, Cabanac-Séguenville, Cox, Lagraulet-Saint-Nicolas, Laréole, Sainte-Anne és Sarrant községekkel határos.

## Népesség
A település népességének változása:
| Lakosok száma | 324  | 338  | 317  | 342  | 390  | 393  | 387  | 380  | 369  | 367  |
|               | 1968 | 1982 | 1999 | 2006 | 2011 | 2015 | 2017 | 2018 | 2020 | 2022 |